# Chiesa di San Lorenzo (Torino)
La chiesa di San Lorenzo è una chiesa di Torino. Nota anche come Real chiesa di San Lorenzo, perché voluta dai Savoia, è ubicata sul lato nord-ovest della centralissima piazza Castello, tra Via Palazzo di Città ed il Palazzo Chiablese, attigua alla Piazzetta del Palazzo Reale. L'attuale struttura barocca fu opera di Guarino Guarini, eseguita tra il 1668 e il 1687.

## Storia

### 1562: da CappellaS. Maria ad Presepaea San Lorenzo
Emanuele Filiberto I del Ducato di Savoia e suo cugino Filippo II di Spagna vinsero la battaglia di San Quintino in Francia, il 10 agosto 1557, giorno di San Lorenzo, battaglia che diede un forte contributo alla fine del ciclo storico delle Guerre d'Italia del XVI secolo, soprattutto tra gli Asburgo e la Francia, e vinto dai Savoia, grazie all'ausilio degli spagnoli. Entrambi i duchi promisero, in caso di vittoria, la costruzione di una chiesa consacrata al celebre santo.
Filippo II di Spagna fece costruire un monastero a forma di graticola, per ricordare il supplizio inflitto a Lorenzo martire, presso Escorial, a circa 50 km da Madrid.

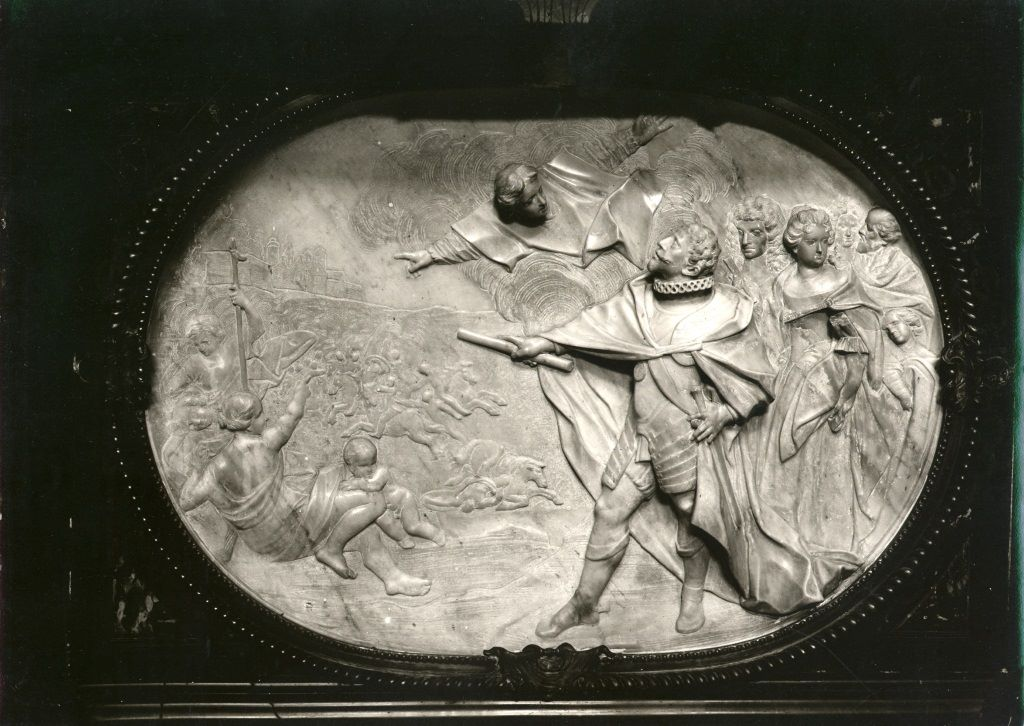
Altare, bassorilievo raffigurante il voto di Emanuele Filiberto.

Il duca sabaudo invece, prima di rientrare gloriosamente a Torino, dovette attendere il trattato di pace di Cateau-Cambrésis, con la restituzione dei territori sabaudi da parte del re spagnolo. Soltanto nel 1562, il Testa di Ferro (soprannome di Emanuele Filiberto I di Savoia) fece ristrutturare una piccola chiesa preesistente, l'antica cappella ducale di Santa Maria ad Presepae, già Madonna della Neve, ancor oggi presente all'ingresso, e dedicandola a San Lorenzo.  Nel 1572 fu qui costituita, dallo stesso Emanuele Filiberto, la sede torinese dell'Ordine cavalleresco dei Santi Maurizio e Lazzaro.
Con l'arrivo poi della Santa Sindone a Torino e la relativa prima ostensione del 1578, proprio in questa Cappella d'ingresso, l'arcivescovo milanese Carlo Borromeo celebrò qui, il 10 ottobre dello stesso anno, una messa solenne, nella parte settentrionale della stessa. A questa celebrazione partecipò anche Torquato Tasso, all'epoca poeta di corte, in visita a Torino, e per la quale dedicò una poesia. In ricordo, fu eretto altresì un altare, sopraelevato di dodici gradini, che la tradizione vuole vadano percorsi in ginocchio, opera di Bernardo Vittone del 1726. In cima fu successivamente posta una copia fotografica del Sacro Lino, in scala 1/2. Tutta la Cappella d'ingresso fu poi dedicata alla Addolorata. Nel 1846 vi fu un'altra ristrutturazione della stessa, da parte di Alfonso Dupuy, dove sopra l'altare fu inserito, nel 1870, un gruppo ligneo del Cristo morto ai piedi della Madonna, opera dello scultore Giovanni Tamone.

### La Chiesa del Guarini
Passò quasi un secolo e, soltanto nel 1634, si posò la prima pietra dell'ampliamento visibile oggi, oltre la Cappella d'ingresso. Il primo a metter mano alla costruzione fu l'architetto Ascanio Vittozzi, anche se in seguito il progetto venne rivisto anche da Carlo di Castellamonte. Tuttavia, l'odierna chiesa barocca fu, in gran parte, opera di Guarino Guarini, che vi lavorò dal 1668 fino alla consacrazione e inaugurazione finale, il 12 maggio 1680, con una solenne messa officiata da lui stesso in qualità di sacerdote dell'ordine teatino.

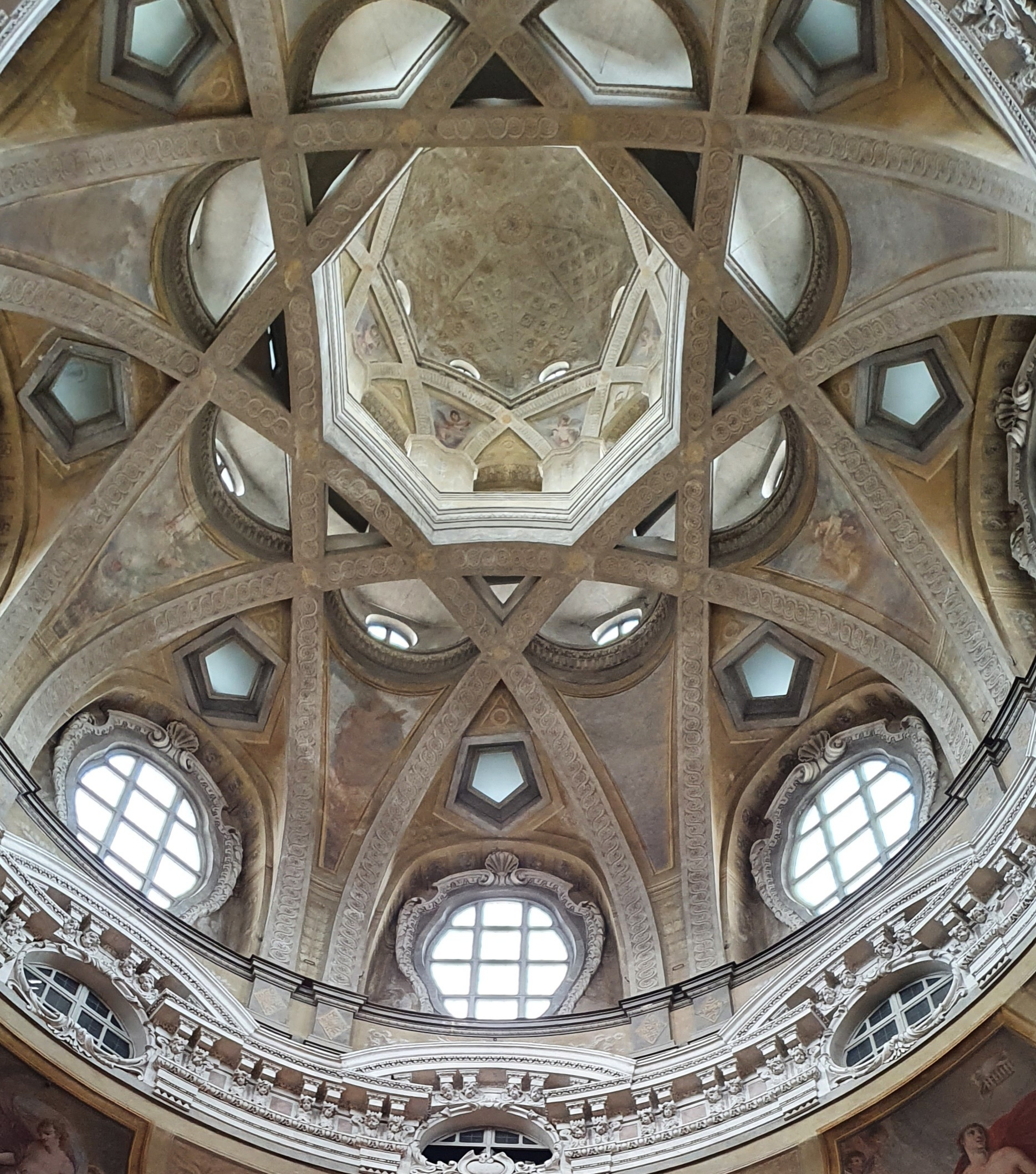
Guarino Guarini cupola san Lorenzo

Sebbene il Guarini ne progettò anche la facciata, questa non fu mai costruita. La chiesa infatti, si presenta curiosamente senza una facciata decorata e, a parte la cupola, nulla lascerebbe intuire la presenza di un edificio religioso. Ciò fu da sempre fonte di dibattito; costruire una facciata avrebbe spezzato la simmetria di tutta la Piazza Castello e, pertanto, fu disegnata semplicemente la continuità delle forme dell'adiacente Palazzo della Regione (del 1590, poi rimaneggiato nel 1769 e nel 1947) a sud e, contemporaneamente, l'ideale linea del Palazzo Chiablese a nord, interrotta soltanto dall'innesto della Cancellata Reale del Pelagi (1840). Nelle due torrette: a sinistra originariamente probabilmente un orologio solare indicante la data (sostituito poi con un orologio meccanico tuttora esistente), a destra un orologio solare indicante originariamente probabilmente le ore italiche, poi le ore francesi e restaurato in cotal guisa nel 1989. 

#### I dieci rintocchi
Il 26 gennaio 1983, alle ore 17.15, l'Associazione Nazionale Alpini di Torino inaugurò una lapide commemorativa sulla facciata della chiesa, in memoria dei caduti italiani della seconda guerra mondiale nella campagna di Russia, spedizione costituita da dieci divisioni militari. Per tal motivo, ogni giorno, alle ore 17.15, la campana suona dieci rintocchi. Parimenti, ogni anno, viene celebrata una messa particolare, l'ultima domenica di gennaio, in memoria della sanguinosa battaglia di Nikolaevka del 26 gennaio 1943.

#### Oggi
Dal 2010, la sacrestia interna della chiesa è adibita a piccolo museo didattico della Sacra Sindone.
Il 25 agosto 2017 crollò un pezzo di lastra della facciata esterna, fortunatamente senza vittime e ulteriori danni.

## Descrizione
La Chiesa si caratterizza per l'assenza della facciata e per la cupola, dove una rete di 16 costoloni disegnano una forma di stella. Linee e aperture dei relativi mascheroni formano un pentagono rovesciato.
In passato infatti, l'ingresso era soltanto laterale, da via Palazzo di Città.
Il Guarini, nel 1667 trasformò l'originaria pianta a croce latina in pianta centrale, costituita da un grande spazio ottagonale racchiuso da una forma quadrata. Da qui, è possibile accedere ad un piccolo presbiterio ellittico trasverso, collegato al coro con decorazioni in marmi e ori. Il dinamismo è dato dal giro delle cappelle parietali, concepite come indipendenti. Lo spazio assume così un ritmo elastico e rotatorio. Il cornicione è composto da otto superfici curve che si congiungono.

Il tutto fu concepito con il numero 4 (ovvero gli elementi) ma, soprattutto, con il numero 8, molto diffuso nei battisteri cristiani e indicante il giorno perfetto, il giorno infinito, il giorno della vittoria e del ritorno di Cristo. Numerose, inoltre, sono altre indicazioni simboliche e nascoste. Partendo dal basso, si percepisce uno spazio-chiesa centrale scuro, simbolo della vita mortale. Salendo, si incontrano quattro livelli di luce, indicanti gli elementi della natura. A livello delle quattro loggette a serliana, incontriamo la prima luce. Salendo con lo sguardo, al tamburo, notiamo che la cupola si fa sempre più lucente. Guardando la cupola poi, vediamo una struttura di archi incrociati che formano un fiore a otto petali. Sui quattro pennacchi sono raffigurati gli evangelisti, con l'inizio di ciascun Vangelo. Tutto l'edificio trova particolare sfogo in altezza, nei quattro grandi pennacchi, nella cupola e nella lanterna, che raggiunge un'altezza dal suolo di 50 metri.

La calotta della cupola, sostenuta dalle colonne delle serliane, viene illuminata da otto finestroni ellittici, ed attraversata da un sistema di nervature che formano una stella a otto punte (questo simbolo viene ripreso anche dall'architettura islamica), e al cui centro vi è un ottagono regolare. I finestroni, visti dal basso, compongono quella che oggi viene ironicamente soprannominata la "faccia del diavolo".
Il campanile non spicca per nulla rispetto alla cupola, anzi lo si vede solo spuntare dal tetto antistante. 

### Opere interne
- Cappella del S.S. Crocifisso, la prima a destra. Altare del Guarini stesso del 1676, col paliotto che ricorda l'ostensione del 1578. La pala è opera del gesuita Andrea Pozzo, del 1659. Nel timpano si può notare anche la Santa Veronica, opera postuma di Francesco Marsaglia del 1784.
- Cappella di San Gaetano Thiene, la seconda a destra, con l'altare opera di Benedetto Alfieri e di Bernero, del 1768 circa, dedicata al santo fondatore dell'ordine teatino. Alla sua sinistra le statue dei santi Antonio da Padova e Rosa da Lima, mentre sopra svetta la scritta in latino "per primo, cercate il Regno di Dio".

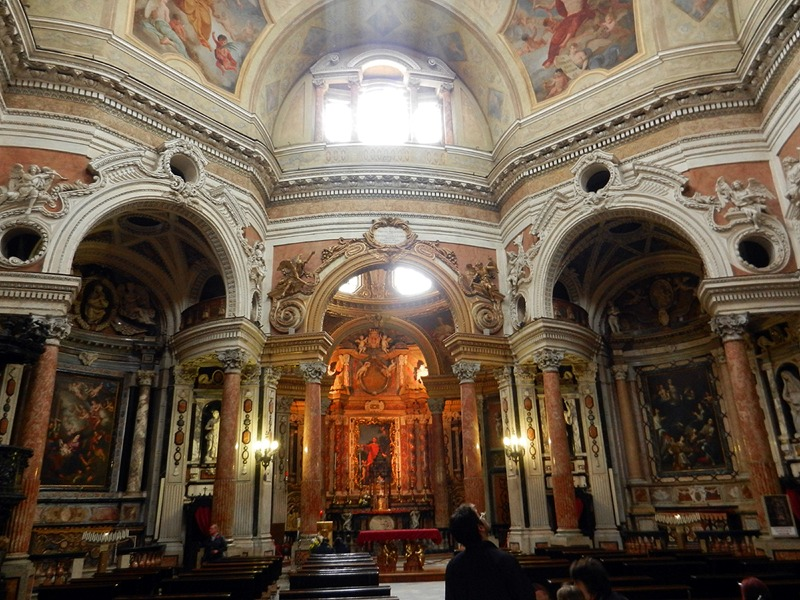
L'interno

- L'internoCappella dell'Immacolata, terza a destra, disegnata dallo stesso Guarini; circa due secoli prima della proclamazione del dogma dell'Immacolata Concezione di Maria (1854) infatti, la tradizione cristiana ne era già convinta. La pala d'altare fu opera di Domenico Maria Muratori, raffigurante un angelo che affida la Città di Torino alla protezione della Vergine, circondato dai sabaudi Amedeo IX, Ludovica, e Umberto il Beato. A fianco della Cappella troviamo le statue dei santi Francesco Saverio e Francesca Romana. Una particolarità: intorno a mezzogiorno degli equinozi, una luce solare illumina il foro presente sopra questa Cappella, illuminando un affresco nascosto, rappresentante Dio Padre benedicente[5]. Al primo mattino, nello stesso periodo dell'anno, si verifica lo stesso fenomeno sopra gli altri due altari laterali della Natività e del Crocefisso.
- Di particolare valore è l'altare maggiore, risalente al 1680, uno dei più importanti dell'Italia settentrionale per il suo stile innovativo; proprio dietro questo altare, il Guarini celebrerà la messa di consacrazione della chiesa. Il paliotto, opera del Tantardini, ricorda il voto di Emanuele Filiberto fatto durante la battaglia di San Quintino.
- Cappella della Natività, la terza a sinistra, entrando. Fu progettata dal Guarini, con altare disegnato dal luganese Antonio Bettini nel 1677 e decorato da Pietro Somazzi[6]. La pala d'altare fu invece realizzata da Pietro Dufour nel 1690; il paliotto tra cornucopie di marmo policromo risulta di notevole pregio. Ai lati, le statue di San Giovanni Battista e di Maria Maddalena.
- Il pulpito ligneo sulla sinistra, fu ricavato da un unico tronco secolare di noce indiano, ed intagliato da Stefano Maria Clemente nel 1752, inizialmente destinato alla Basilica del Corpus Domini, in occasione del tricentenario del miracolo eucaristico. Non entrando dalla porta della suddetta chiesa, fu quindi donato a quella di San Lorenzo.
- Cappella dell'Annunciazione, seconda a sinistra, progetto del Guarini[7]; il gruppo marmoreo è opera di Giuseppe Maria Carlone, mentre la mensa dell'altare è più tardiva, ultimata nel 1794. È anche appoggiata un'icona della Madonna di Częstochowa, dono del Papa Giovanni Paolo II.
- Cappella delle Anime del Purgatorio infine, entrando, la prima che si trova a sinistra. Costruita soltanto nel 1755, su progetto di Alfonso Dupuy. Nella pala d'altare, del saviglianese Pietro Ayres del 1815, le Anime Purganti, con Maria, Sant'Anna e Dio Padre accogliente, mentre ai lati le statue di San Pietro e di Carlo Borromeo.
- Gli stucchi del presbiterio furono eseguiti dalla ditta di Francesco Bianchi, figlio di Isidoro Bianchi di Campione d'Italia[8]. Gli affreschi dello stesso, furono di Domenico Guidoboni, eseguiti nel 1703-1710, mentre tutti gli altri affreschi furono di Pietro Fea, eseguiti dal 1829 su ordine del Re Carlo Felice.[9]
- Le colonne e i marmi policromi, infine, danno un particolare colore a tutto l'interno. Grazie alle ridotte dimensioni, è particolarmente apprezzata per la sua atmosfera intima e raccolta.

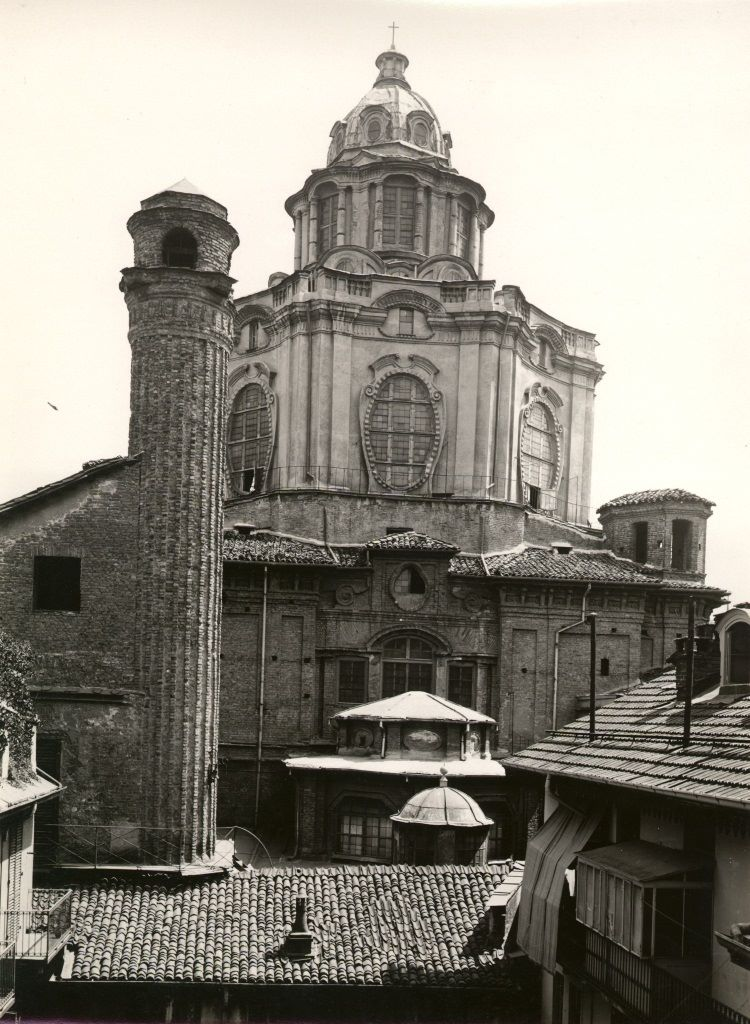
Cupola Vista Da Ovest Con Il Campanile In Primo Piano; 1930 ca
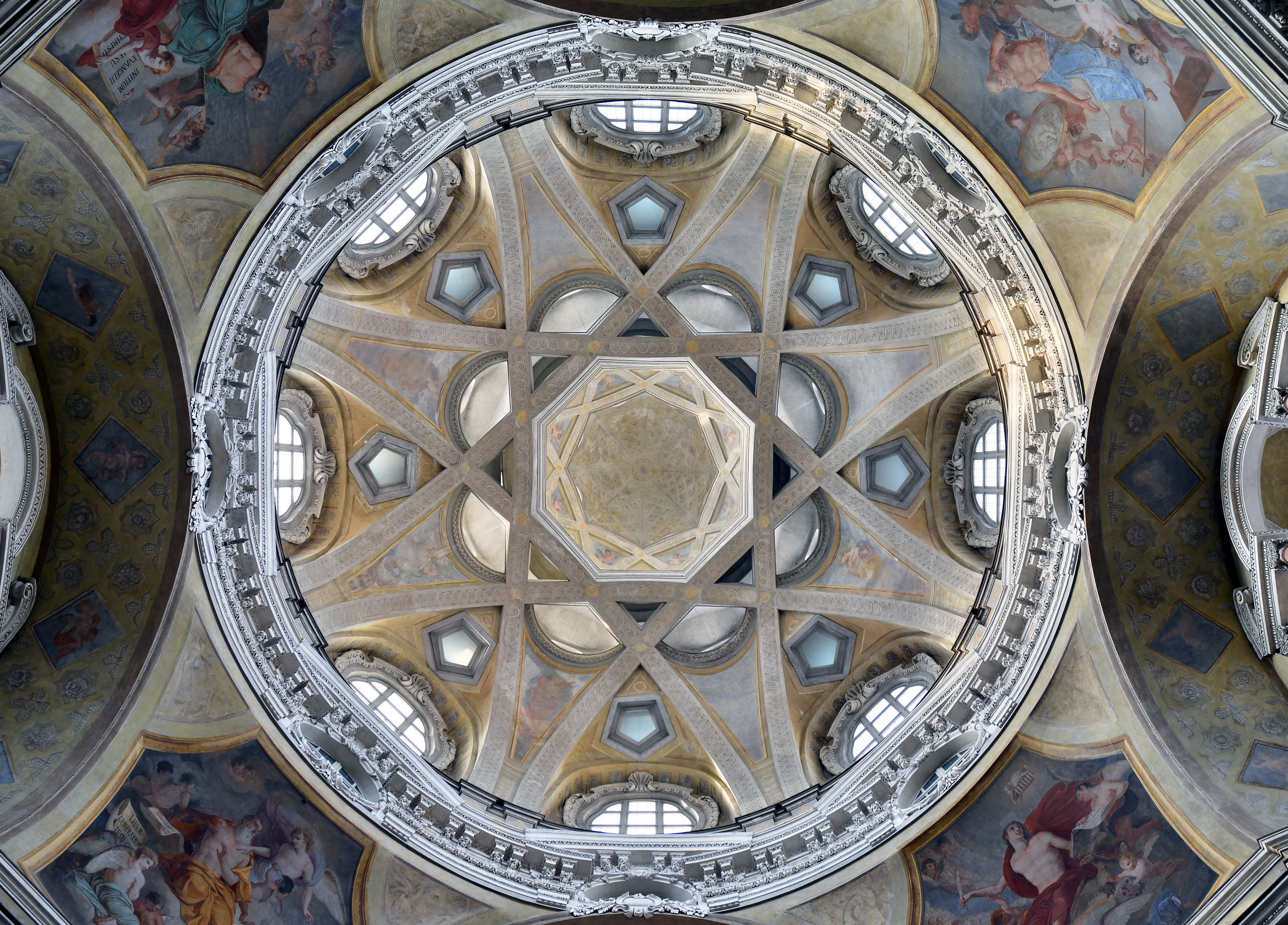
vista dall'interno della cupola a costoloni
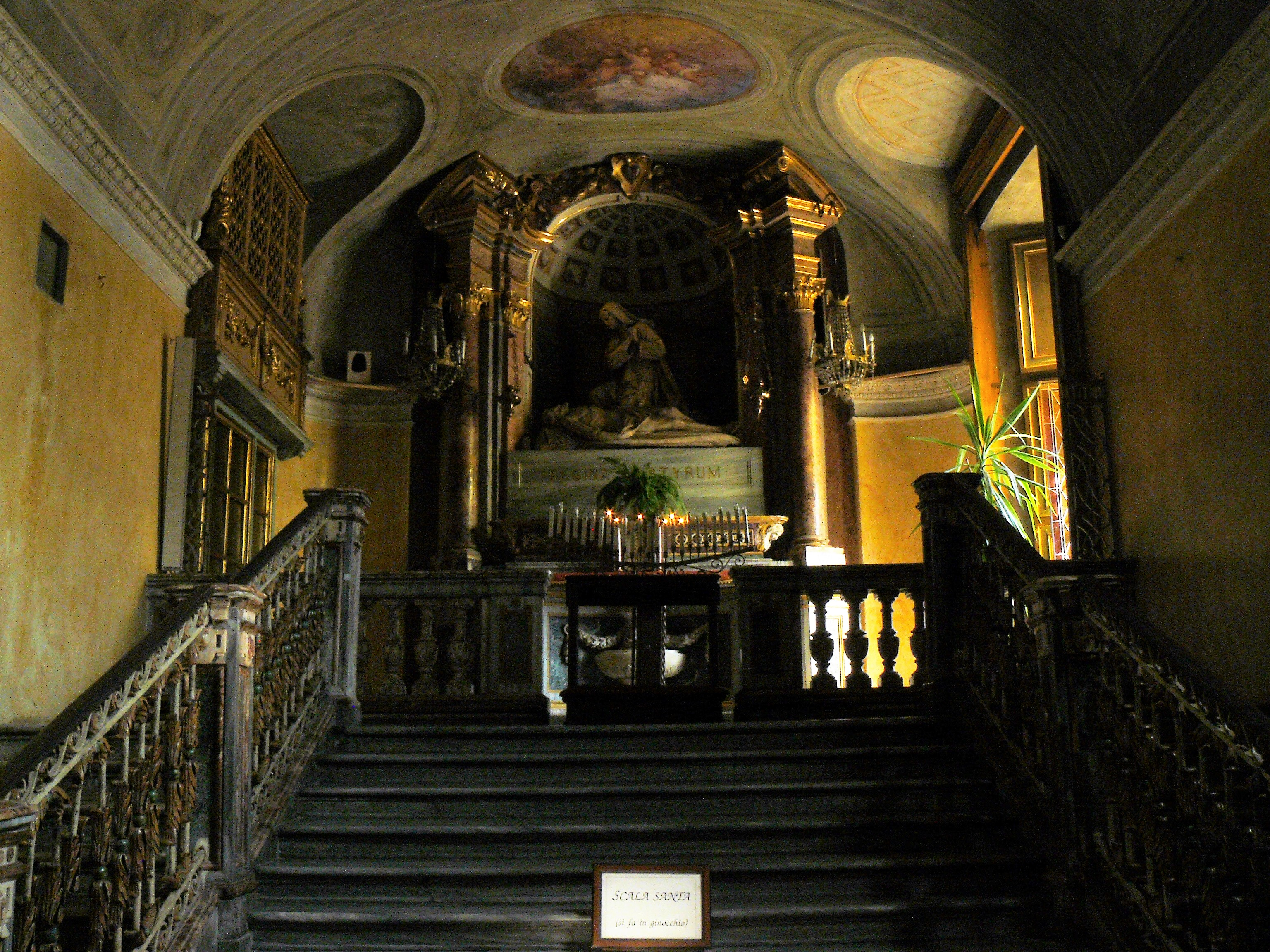
Cappella dell'Addolorata
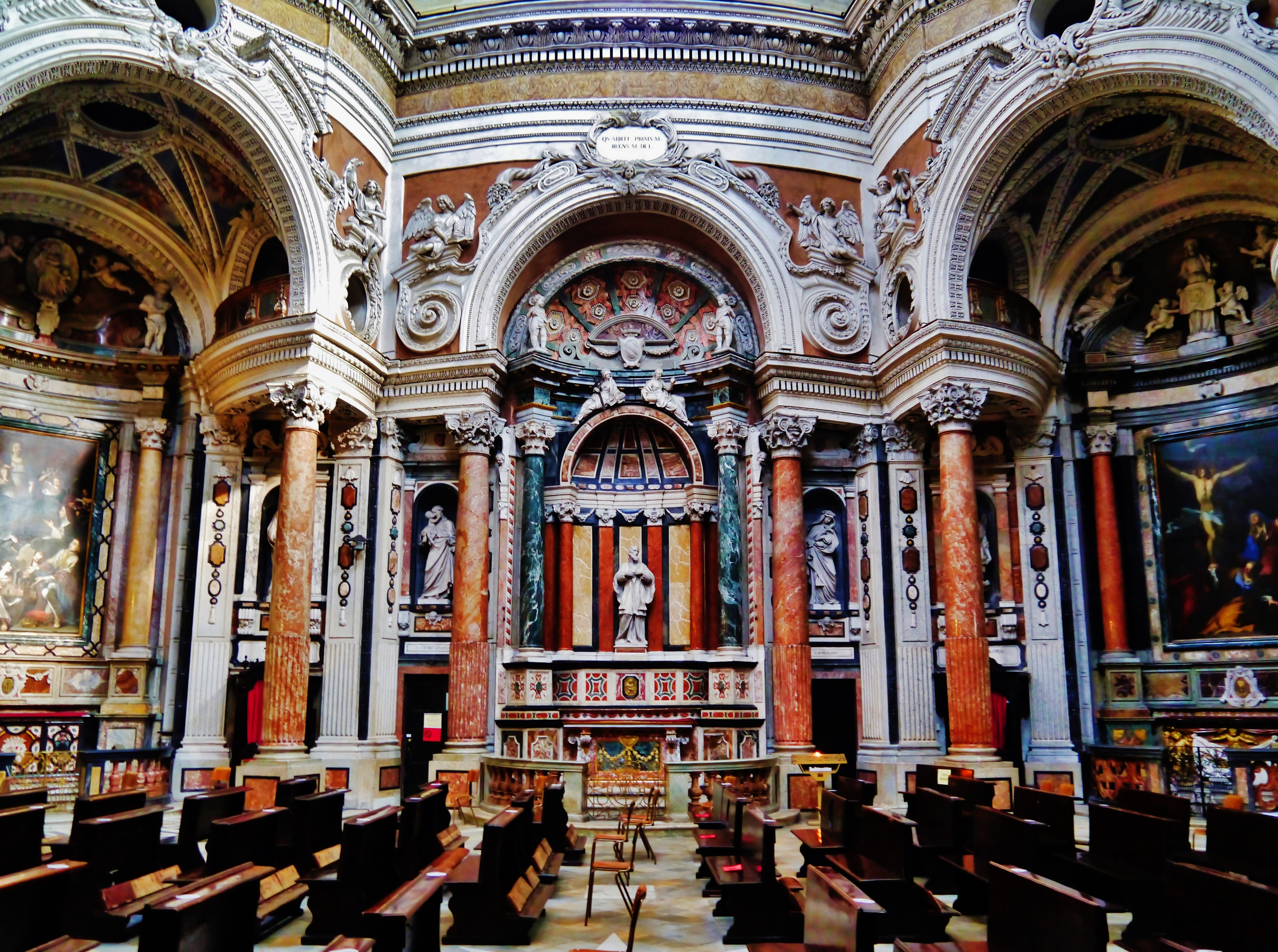
L'interno
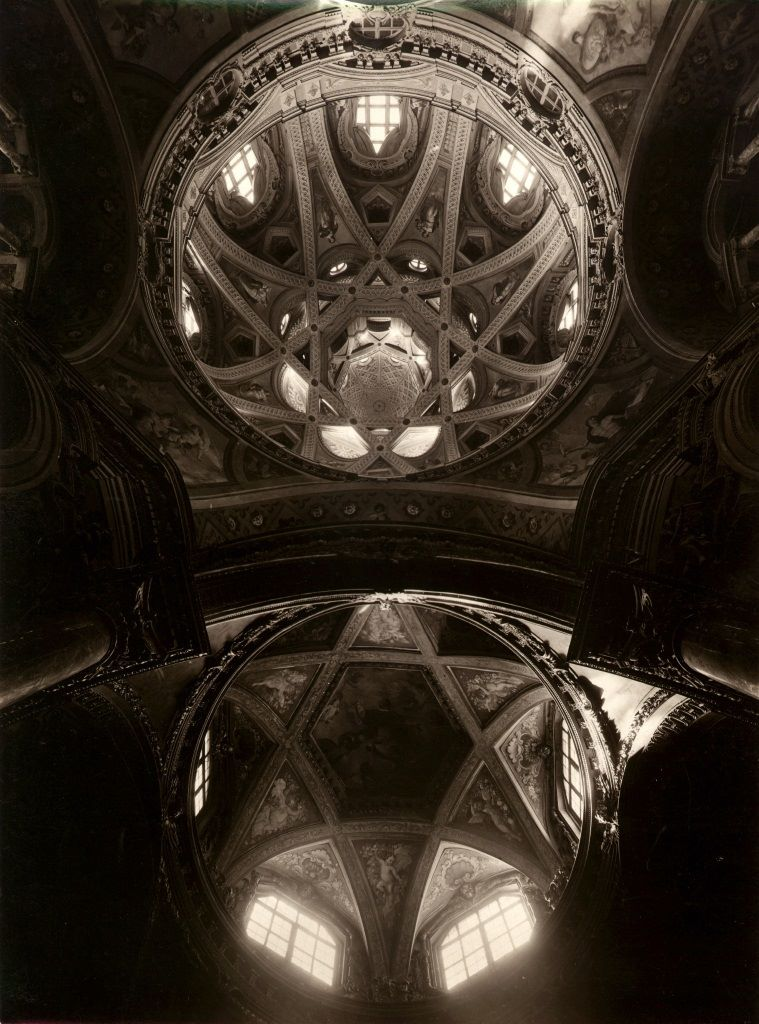
Interno, Vista Scorciata Dal Basso Delle Due Cupole